# إعادة التدوير في كوريا الجنوبية

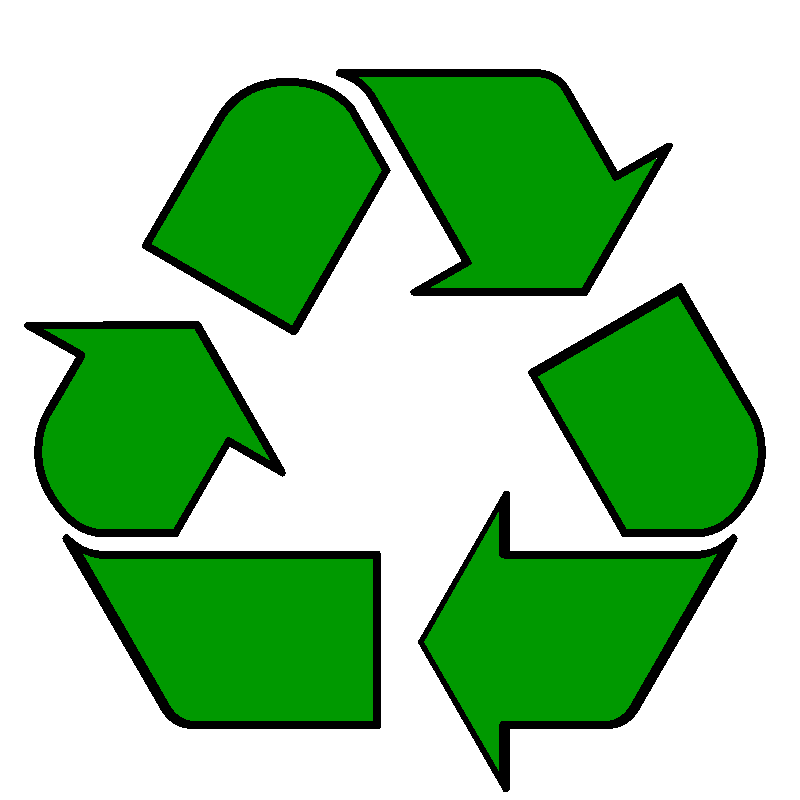

تعمل سياسة التخلص من المخلفات (المعروفة باسم «jongnyangje») في كوريا الجنوبية تحت مظلة وزارة البيئة. يتطلب الأمر تقسيم المخلفات إلى أربعة أجزاء: مخلفات للدفن، ومخلفات عضوية، ومخلفات قابلة لإعادة التدوير، ومخلفات كبيرة الحجم. لا بد من تقسيم المخلفات القابلة لإعادة التدوير مثل: الورق والبلاستيك والزجاج قبل التخلص منها. تُطبق الغرامات على مخالفة السياسة.

## الاقتصاد الدائري في كوريا الجنوبية
الاقتصاد الدائري هو الاقتصاد الذي يقلل من المخلفات ويستغل الموارد أفضل استغلال. يعني ذلك «نموذج الإنتاج والاستهلاك الذي يشمل إعادة استخدام وإصلاح وتجديد وإعادة تدوير المواد والمنتجات الموجودة بالفعل لإبقاء المواد داخل الاقتصاد كلما أمكن ذلك»، بينما تعتبر المخلفات أيضًا كمورد «تقليل الكمية الفعلية للمخلفات». صُنفت كوريا الجنوبية في المركز الثاني بين الدول الأكثر تدويرًا في منظمة التعاون الاقتصادي والتنمية OECD، بمعدل 59% في عام 2013. 
في الأول من يناير 2018، أعلنت وزارة البيئة أنها بصدد إقرار «القانون الأساسي لتدوير الموادر». يشمل القانون أنظمة لإعادة تدوير الموارد، وإدارة أداء التدوير، وتقييم استخدام دورة المنتج، وإقرار رسوم التخلص من المخلفات. يُطبق «نظام إدارة أداء إعادة تدوير الموارد» على الأعمال التي تفرّغ سنويًا أكثر من 100 طن من مخلفات محددة أو أكثر من 1000 طن من المخلفات الأخرى. إذا واجه المنتِج صعوبة في تطبيق نظام إعادة التدوير ذلك، فسوف يُقدم «نظام تقييم إمكانية التدوير». كل ثلاثة أعوام، توضع خطط التقييم وتُنشر النتائج الخاصة بأعمال بعينها على الإنترنت. تُدفع رسوم التخلص من المخلفات بقيمة تتراوح بين 10 ~ 30 وون لكل كيلو جرام من المخلفات المدفونة أو المحروقة للبلديات والأعمال إلا إذا كانت «موارد قابلة لإعادة التدوير» والتي لا تكون ضارة بيئيًا. 
قدمت حكومة كوريا الجنوبية بيانات تشير إلى انخفاض كبير في كمية المخلفات التي تنتَج يوميًا من المنازل من 1.3 كيلوجرامًا في 1994 إلى 0.94 كيلوجرامًا في 2013. انخفض معدل المخلفات المدفونة من 81.2 بالمائة إلى 9.6 بالمائة؛ كما انخفضت المخلفات المحروقة من 15.3 بالمائة إلى 6.4 بالمائة، وارتفعت نسبة المخلفات المُعاد تدويرها من 15.3 بالمائة إلى 83.2 بالمائة من عام 1994 حتى عام 2013. أتاح ذلك لكوريا الجنوبية تسريع النمو الاقتصادي عن طريق توفير الأموال. 
في السابق، لم تكن إعادة تدوير الورق المطلي (مثل ذلك المستخدم في الأكواب) ممكنةً بسبب وجود البولي إيثيلين على سطح الورق. ولكن، ريبيبر، وهي شركة مغامرة في كوريا الجنوبية، طورت وسوقت لنوع جديد من الورق المطلي القابل لإعادة التدوير عن طريق استخدام مركب الأكريلات بدلًا من البولي إيثيلين. لم تقتصر مشاركة هذا التطوير الحادث في الطرق على كوريا الجنوبية فقط، بل امتد إلى أوروبا والولايات المتحدة أيضًا. 

## المخلفات الغذائية في كوريا الجنوبية
تُعتبر الأطباق الصغيرة المعروفة ببانتشان واحدة من أكبر مصادر المخلفات الغذائية. ينتج الفرد في كوريا الجنوبية سنويًا مخلفات غذائية تتخطى 130 كيلوجرامًا.
منذ عام 1995، فصلت الدولة نظام جمع المخلفات الغذائية من المنازل من أجل تخفيض كمية المخلفات الغذائية المدفونة. يتطلب النظام من المنازل شراء أكياس محددة للقمامة لإلقاء المخلفات العامة بشكل منفصل عن المخلفات الغذائية. افتقد رد الفعل على تلك المبادرة للحماسة، فلم يتحقق معدل مرتفع من فصل الغذاء.
وفقًا لوزارة البيئة في عام 2005، بلغ إجمالي المخلفات الغذائية الناتجة قرابة 13000 طن يوميًا. يقارب ذلك نسبة 27% من إجمالي المخلفات الصلبة المحلية. للمخلفات الغذائية في كوريا الجنوبية محتوى مائي أعلى من نظيره في البلدان الأخرى بسبب طبيعة الطعام الوطني؛ يمثل ذلك تهديدات خطيرة على المياه الجوفية وتلوث التربة في المكبات. كما تتمتع بملوحة عالية وأس هيدروجيني منخفض. تنتج الغازات الدفيئة خلال التحلل، وبالتالي تتطلب المكبات وجود منشآت لجمع الغازات. مُنع إلقاء المخلفات الغذائية في المكبات في كوريا الجنوبية منذ عام 2005، وطُبق نظام لإعادة تدوير المخلفات الغذائية. تتحول المخلفات الغذائية حاليًا إلى أسمدة وخام تغذية للحيوانات. ولكن، يمكن لمياه المحيطات أن تتأثر بالتخلص من المخلفات الغذائية عن طريق الرشاحة (FWL)، وفي نفس الوقت يزداد الحمل العضوي في النباتات مع تصريف محطات معالجة مياه الصرف في البحر. مُنع تصريف المخلفات العضوية في المحيط منذ عام 2012.
طبقت الدولة إجراءات أخرى، مثل سلة المهملات الذكية التي تستطيع قياس وزن المخلفات الغذائية من خلال تحديد الهوية بموجات الراديو (RFID). طبقًا للوزن، يدفع المواطنون من خلال بطاقات هويتهم. خُفضت المخلفات الغذائية بمقدار 47000 طن خلال 6 أعوام. وُضعت 6000 سلة مهملات ذكية في سيول.
تبني الشعب الكوري الجنوبي تلك الإجراءات بسرعة، وشارك بنشاط في البرامج السابق ذكرها. كان معدل إعادة تدوير المخلفات الغذائية في عام 1995 هو 2%؛ منذ عام 2013 أصبحت المخلفات الغذائية
المعاد تدويرها من خلال الأكياس القابلة للتحلل إجبارية، وأُعيد استثمار المصاريف المُجمعة من شراء الأكياس في إعادة تدوير المخلفات الغذائية. ارتفع معدل إعادة تدوير المخلفات الغذائية في كوريا الجنوبية إلى 95%.